# Sarrazac (Dordogne)
Sarrazac is een gemeente in het Franse departement Dordogne (regio Nouvelle-Aquitaine) en telt 395 inwoners (2005). De plaats maakt deel uit van het arrondissement Nontron.

## Geografie
De oppervlakte van Sarrazac bedraagt 29,9 km², de bevolkingsdichtheid is 13,2 inwoners per km².
De onderstaande kaart toont de ligging van Sarrazac (Dordogne) met de belangrijkste infrastructuur en aangrenzende gemeenten.

## Demografie
Onderstaande figuur toont het verloop van het inwonertal (bron: INSEE-tellingen).